# Trithyris philenoralis
Trithyris philenoralis là một loài bướm đêm trong họ Crambidae.